# Malimbe d'Ibadan
Malimbus ibadanensis
Espèce
Statut de conservation UICN

 EN C2a(ii) : En danger
Le Malimbe d'Ibadan (Malimbus ibadanensis) est une espèce de passereaux de la famille des Ploceidae.

## Systématique
L'espèce Malimbus ibadanensis a été initialement décrite en 1958 par l'ornithologue britannique John Hamel Elgood (d) (1909-1998).

## Publication originale
- (en) J. H. Elgood, « A new species of Malimbus », Ibis, Royaume-Uni, vol. 100,‎ 1958, p. 621-624 (ISSN 0019-1019).